# Эноксен, Хеннинг
Хеннинг Эноксен (дат. Henning Enoksen; 26 сентября 1935, Сейерслев, Тистед — 25 сентября 2016, Грено, Центральная Ютландия) — датский футболист, выступавший на позиции нападающего. В составе сборной Дании становился серебряным призёром Олимпиады-1960.

## Биография

### Клубная карьера
Начинал играть в футбол в родном городе за местную команду, потом недолго играл за «Силькеборг».
В 1957 году перешёл в клуб «Вайле». В его составе стал чемпионом и обладателем Кубка Дании в 1958 году, а также выиграл Кубок Дании в 1959 году. В финальном матче Кубка против АГФ (1:0) 3 июня 1959 года забил решающий гол на 50-й минуте. Всего в составе «Вайле» сыграл во всех турнирах 132 матча и забил 111 голов, в том числе 71 гол — в чемпионатах Дании.
В 1962 году перешёл в АГФ («Орхус»), в его составе в 1964 году стал обладателем Кубка страны. Сыграл за команду 115 голов и забил 83 мяча в чемпионатах Дании. Последний матч за команду провёл 4 июня 1967 года.
Трижды был лучшим бомбардиром сезонов чемпионата Дании. Забив 154 гола в высшем дивизионе, входит в число его лучших бомбардиров за всю историю.

### Карьера в сборной
В 1957 году вызывался в молодёжную сборную страны, сыграл один матч против Финляндии (4:3), в котором забил два гола. Также выступал за вторую сборную страны.
В национальной сборной Дании дебютировал 15 мая 1958 года в игре против Кюрасао (3:2) и забил в ней два гола. В течение нескольких лет был основным игроком команды. 3 июля 1960 года сделал хет-трик в ворота сборной Греции (7:2).
Серебряный призёр футбольного турнира Олимпиады-1960 в Риме. На турнире сыграл 4 матча, в том числе принимал участие в финале против Югославии. Забил один гол — в полуфинальном матче в ворота сборной Венгрии.
Играл в матчах отборочного турнира чемпионата Европы 1964 года, но в заявку на финальный турнир не попал.
Последний матч за сборную сыграл 21 сентября 1966 года против Венгрии. Всего на счету форварда 54 матча и 29 голов за национальную команду. По состоянию на 2017 год занимает седьмое место в списке лучших бомбардиров сборной за всю историю.

### Тренерская карьера
Тренировал любительский клуб «Тёндер СФ». В 1973 году в течение двух с половиной месяцев возглавлял сборную Исландии, но после шести поражений был уволен. Также работал преподавателем в городах Тённер и Хадерслев.

## Личная жизнь
Супруга Вибеке, трое детей — Ханс-Хенрик, Дорте и Анне-Метте.

## Статистика

### Матчи Эноксена за сборную Дании
| Матчи Эноксена за сборную Дании | Матчи Эноксена за сборную Дании | Матчи Эноксена за сборную Дании  | Матчи Эноксена за сборную Дании | Матчи Эноксена за сборную Дании | Матчи Эноксена за сборную Дании                                   |
| ------------------------------- | ------------------------------- | -------------------------------- | ------------------------------- | ------------------------------- | ----------------------------------------------------------------- |
| №                               | Дата                            | Соперник                         | Счёт                            | Голы Эноксена                   | Соревнование                                                      |
| 1                               | 15 мая 1958                     | Нидерландские Антильские острова | 3:2                             | 2                               | Товарищеский матч                                                 |
| 2                               | 25 мая 1958                     | Польша                           | 3:2                             | —                               | Товарищеский матч                                                 |
| 3                               | 29 июня 1958                    | Норвегия                         | 1:2                             | —                               | Чемпионат Северной Европы 1956—1959                               |
| 4                               | 14 сентября 1958                | Финляндия                        | 4:1                             | —                               | Чемпионат Северной Европы 1956—1959                               |
| 5                               | 24 сентября 1958                | ФРГ                              | 1:1                             | 1                               | Товарищеский матч                                                 |
| 6                               | 15 октября 1958                 | Нидерланды                       | 1:5                             | 1                               | Товарищеский матч                                                 |
| 7                               | 26 октября 1958                 | Швеция                           | 4:4                             | 1                               | Чемпионат Северной Европы 1956—1959                               |
| 8                               | 21 июня 1959                    | Швеция                           | 0:6                             | —                               | Чемпионат Северной Европы 1956—1959                               |
| 9                               | 26 июня 1959                    | Исландия                         | 4:2                             | —                               | Олимпийские игры 1960 (отбор)                                     |
| 10                              | 2 июля 1959                     | Норвегия                         | 2:1                             | 1                               | Олимпийские игры 1960 (отбор)                                     |
| 11                              | 18 августа 1959                 | Исландия                         | 1:1                             | 1                               | Олимпийские игры 1960 (отбор)                                     |
| 12                              | 13 сентября 1959                | Норвегия                         | 4:2                             | 2                               | Олимпийские игры 1960 (отбор) Чемпионат Северной Европы 1956—1959 |
| 13                              | 23 сентября 1959                | Чехословакия                     | 2:2                             | —                               | Чемпионат Европы 1960 (отбор)                                     |
| 14                              | 4 октября 1959                  | Финляндия                        | 4:0                             | —                               | Чемпионат Северной Европы 1956—1959                               |
| 15                              | 18 октября 1959                 | Чехословакия                     | 1:5                             | —                               | Чемпионат Европы 1960 (отбор)                                     |
| 16                              | 2 декабря 1959                  | Греция                           | 3:1                             | 2                               | Товарищеский матч                                                 |
| 17                              | 6 декабря 1959                  | Болгария                         | 1:2                             | 1                               | Товарищеский матч                                                 |
| 18                              | 26 мая 1960                     | Норвегия                         | 3:0                             | —                               | Чемпионат Северной Европы 1960—1963                               |
| 19                              | 3 июля 1960                     | Греция                           | 7:2                             | 3                               | Товарищеский матч                                                 |
| 20                              | 27 июля 1960                    | Венгрия                          | 1:0                             | —                               | Товарищеский матч                                                 |
| 21                              | 10 августа 1960                 | Финляндия                        | 2:1                             | —                               | Чемпионат Северной Европы 1960—1963                               |
| 22                              | 26 августа 1960                 | Аргентина                        | 3:2                             | —                               | Олимпийские игры 1960                                             |
| 23                              | 29 августа 1960                 | Польша                           | 2:1                             | —                               | Олимпийские игры 1960                                             |
| 24                              | 6 сентября 1960                 | Венгрия                          | 2:0                             | 1                               | Олимпийские игры 1960                                             |
| 25                              | 10 сентября 1960                | Югославия                        | 1:3                             | —                               | Олимпийские игры 1960                                             |
| 26                              | 23 октября 1960                 | Швеция                           | 0:2                             | —                               | Чемпионат Северной Европы 1960—1963                               |
| 27                              | 28 мая 1961                     | ГДР                              | 1:1                             | —                               | Товарищеский матч                                                 |
| 28                              | 18 июня 1961                    | Швеция                           | 1:2                             | —                               | Чемпионат Северной Европы 1960—1963                               |
| 29                              | 5 ноября 1961                   | Польша                           | 0:5                             | —                               | Товарищеский матч                                                 |
| 30                              | 23 мая 1962                     | ГДР                              | 1:4                             | —                               | Товарищеский матч                                                 |
| 31                              | 11 июня 1962                    | Норвегия                         | 6:1                             | 1                               | Чемпионат Северной Европы 1960—1963                               |
| 32                              | 28 июня 1962                    | Мальта                           | 6:1                             | 1                               | Чемпионат Европы 1964 (отбор)                                     |
| 33                              | 11 сентября 1962                | Нидерландские Антильские острова | 3:1                             | 2                               | Товарищеский матч                                                 |
| 34                              | 16 сентября 1962                | Финляндия                        | 6:1                             | 2                               | Чемпионат Северной Европы 1960—1963                               |
| 35                              | 26 сентября 1962                | Нидерланды                       | 4:1                             | 2                               | Товарищеский матч                                                 |
| 36                              | 28 октября 1962                 | Швеция                           | 2:4                             | —                               | Чемпионат Северной Европы 1960—1963                               |
| 37                              | 19 мая 1963                     | Венгрия                          | 0:6                             | —                               | Товарищеский матч                                                 |
| 38                              | 3 июня 1963                     | Финляндия                        | 1:1                             | 1                               | Чемпионат Северной Европы 1960—1963                               |
| 39                              | 23 июня 1963                    | Румыния                          | 2:3                             | 1                               | Олимпийские игры 1964 (отбор)                                     |
| 40                              | 29 июня 1963                    | Албания                          | 4:0                             | 1                               | Чемпионат Европы 1964 (отбор)                                     |
| 41                              | 15 сентября 1963                | Норвегия                         | 4:0                             | 1                               | Чемпионат Северной Европы 1960—1963                               |
| 42                              | 6 октября 1963                  | Швеция                           | 2:2                             | —                               | Чемпионат Северной Европы 1960—1963                               |
| 43                              | 10 декабря 1963                 | Люксембург                       | 2:2                             | —                               | Чемпионат Европы 1964 (отбор)                                     |
| 44                              | 18 декабря 1963                 | Люксембург                       | 1:0                             | —                               | Чемпионат Европы 1964 (отбор)                                     |
| 45                              | 5 декабря 1964                  | Италия                           | 1:3                             | 1                               | Товарищеский матч                                                 |
| 46                              | 9 июня 1965                     | Финляндия                        | 3:1                             | —                               | Чемпионат Северной Европы 1964—1967                               |
| 47                              | 20 июня 1965                    | Швеция                           | 2:1                             | —                               | Чемпионат Северной Европы 1964—1967                               |
| 48                              | 27 июня 1965                    | СССР                             | 0:6                             | —                               | Чемпионат мира 1966 (отбор)                                       |
| 49                              | 5 июля 1965                     | Исландия                         | 3:1                             | —                               | Товарищеский матч                                                 |
| 50                              | 21 июня 1966                    | Португалия                       | 1:3                             | —                               | Товарищеский матч                                                 |
| 51                              | 26 июня 1966                    | Норвегия                         | 0:1                             | —                               | Чемпионат Северной Европы 1964—1967                               |
| 52                              | 3 июля 1966                     | Англия                           | 0:2                             | —                               | Товарищеский матч                                                 |
| 53                              | 18 сентября 1966                | Финляндия                        | 1:2                             | —                               | Чемпионат Северной Европы 1964—1967                               |
| 54                              | 21 сентября 1966                | Венгрия                          | 0:6                             | —                               | Чемпионат Европы 1968 (отбор)                                     |

Итого: 54 матча / 29 голов; 26 побед, 8 ничьих, 20 поражений.

## Достижения
- Серебряный призёр Олимпийских игр: 1960
- Чемпион Дании: 1958
- Обладатель Кубка Дании: 1957/58, 1958/59, 1963/64
- Лучший бомбардир чемпионата Дании: 1958 (27 голов), 1962 (24 гола), 1966 (16 голов)